# 1973 en science-fiction
| Années de la science-fiction : 1970 - 1971 - 1972 - 1973 - 1974 - 1975 - 1976    |
| Décennies de la science-fiction : 1940 - 1950 - 1960 - 1970 - 1980 - 1990 - 2000 |

L'année 1973 a été marquée, en matière de science-fiction, par les événements suivants.

## Événements
- Création de la collection littéraire Dimensions SF (cessation de la publication en 1984).

## Prix

### Prix Hugo
- Roman : Les Dieux eux-mêmes (The Gods Themselves) par Isaac Asimov
- Roman court : Le nom du monde est forêt (The Word for World is Forest) par Ursula K. Le Guin
- Nouvelle longue : Le Chant du barde (Goat Song) par Poul Anderson
- Nouvelle courte : La Mère d'Eurema (Eurema's Dam) par R. A. Lafferty et La Réunion (The Meeting) par Frederik Pohl et Cyril M. Kornbluth (ex æquo)
- Film ou série : Abattoir 5, réalisé par George Roy Hill
- Éditeur professionnel : Ben Bova
- Artiste professionnel : Frank Kelly Freas
- Magazine amateur : Energumen (Mike Glicksohn et Susan Wood Glicksohn, éds.)
- Écrivain amateur : Terry Carr
- Artiste amateur : Tim Kirk
- Prix Campbell : Jerry Pournelle
- Prix spécial : Pierre Versins pour L'Encyclopédie de l'utopie et de la science fiction

### Prix Nebula
- Roman : Rendez-vous avec Rama (Rendez-vous with Rama) par Arthur C. Clarke
- Roman court : La Mort du Dr. Île (The Death of Doctor Island) par Gene Wolfe
- Nouvelle longue : De brume, d'herbe et de sable (Of Mist, and Grass, and Sand) par Vonda N. McIntyre
- Nouvelle courte : Le plan est l'amour, le plan est la mort (Love Is the Plan the Plan Is Death) par James Tiptree, Jr
- Film : Soleil vert (Soylent Green) - Harry Harrison pour son roman Make Room! Make Room!! et Stanley R. Greenberg pour le scénario tiré du roman

### Prix Locus
- Roman : Les Dieux eux-mêmes (The Gods Themselves) par Isaac Asimov
- Roman court : The Gold at the Starbow's End par Frederik Pohl
- Nouvelle : Basilic (Basilisk) par Harlan Ellison
- Anthologie originale : Again, Dangerous Visions par Harlan Ellison, éd.
- Anthologie rééditée ou recueil de nouvelles : The Best Science Fiction of the Year par Terry Carr, éd.
- Magazine : The Magazine of Fantasy & Science Fiction
- Magazine amateur : Locus
- Écrivain amateur : Terry Carr
- Maison d'édition : Ballantine Books
- Artiste de couverture pour les éditions de poche : Frank Kelly Freas
- Artiste de magazine : Frank Kelly Freas
- Artiste amateur : Bill Rotsler

### Prix British Science Fiction
- Roman : Rendez-vous avec Rama (Rendezvous with Rama) par Arthur C. Clarke
- Prix spécial : Billion Year Spree par Brian Aldiss

### Prix E. E. Smith Mémorial
- Lauréat : Larry Niven

### Prix Seiun
- Roman japonais : Kagami no kuni no Alice par Tadashi Hirose

### Prix Apollo
- L'Île des morts (Isle of the Dead) par Roger Zelazny

## Parutions littéraires

### Romans
- Crash ! par  J. G. Ballard.
- Le Grand Secret par René Barjavel.
- L'Évadé de l'an II, par Philippe Ébly.
- Pour sauver le Diamant Noir par Philippe Ébly.
- L'Homme dans le labyrinthe par Robert Silverberg.
- L'Homme éclaté par David Gerrold.
- Rendez-vous avec Rama par Arthur C. Clarke.
- La Ruche d'Hellstrom par Frank Herbert.
- Le Temps incertain par Michel Jeury.
- Time Enough for Love par Robert A. Heinlein.
- L'Enchâssement par Ian Watson.

### Recueils de nouvelles et anthologies
- Espaces inhabitables (anthologie) par Alain Dorémieux.
- Ten Thousand Light-Years from Home (en) par James Tiptree Jr.

### Nouvelles
- Vol 727 pour ailleurs par James Tiptree Jr.
- Bienvenue dans le cauchemar classique par Robert Sheckley.
- Le Collectif par Robert Silverberg.
- Des mondes à profusion par Robert Silverberg.
- Réhabilitation par Gérard Klein.
- Le Vent et la Pluie par Robert Silverberg.

### Bandes dessinées
- Les Oiseaux du Maître, album de la série Valérian et Laureline, écrit par Pierre Christin et dessiné par Jean-Claude Mézières.
- L'Orgue du diable, 2e album et 7e histoire de la série Yoko Tsuno de Roger Leloup (le récit avait été pré-publié en 1972 dans les no 1767 à no 1793 du journal Spirou.

## Sorties audiovisuelles

### Films
- Chair pour Frankenstein par Paul Morrissey et Antonio Margheriti.
- Godzilla 1980 par Jun Fukuda.
- La Malédiction du loup-garou par Nathan Juran.
- La Bataille de la planète des singes par J. Lee Thompson.
- La Montagne sacrée par Alejandro Jodorowsky.
- La Planète sauvage par René Laloux.
- Le Jour du dauphin par Mike Nichols.
- Le Monde sur le fil par Rainer Werner Fassbinder.
- Les Décimales du futur par Robert Fuest.
- Idaho Transfer par Peter Fonda.
- Soleil vert par Richard Fleischer.
- Mondwest par Michael Crichton.
- Woody et les Robots par Woody Allen.
- Zardoz par John Boorman.